# Buriadiaceae
Die Buriadiaceae sind eine ausgestorbene Familie von Nadelbäumen aus der Ordnung der Voltziales. Einziger sicher zuordenbarer Vertreter ist Buriadia heterophylla.

## Merkmale
Die verholzten Zweige von Buriadia heterophylla sind unregelmäßig verzweigt. Sie tragen die Blätter in spiraliger Anordnung. Die Blätter sind bis 3 cm lang und polymorph: einfach, einfach oder mehrfach gegabelt, sowie bifazial oder trifazial.
Ursprünglich nahm man an, dass sich die fertilen Abschnitte sich endständig an den Sprossachsen befinden: Sie tragen seitlich stehende, einzelne, gestielte, rückwärts gerichtete Samenanlagen. Diese ersetzen in der phyllotaktischen Spirale ein Blatt. Spätere Untersuchungen ergaben jedoch, dass bei diesen Fossilien keine der Samenanlagen an der Sprossachse angewachsen ist. Es bleibt daher offen, ob die Samenanlagen in irgendeiner Form zu einem Zapfen zusammengefasst sind.
Die Samenanlage ist platyspermisch, bis 4,5 mm lang und verschmälert sich zu einer schmalen Mikropylenregion. Diese ist gekielt, wobei ein Kiel zum Stiel verlängert ist, der andere in einem kleinen Horn endet. Zwischen Stiel und Horn sitzt die Mikropyle. Das Integument besitzt eine derbe äußere und eine zarte innere Cuticula. Der Nucellus ist bis zur Basis hin frei. Die Haut der Megaspore ist nicht cutinisiert.
Die Epidermis der Blätter ist epistomatisch. Die Stomata sind an der adaxialen Seite in Längsbändern angeordnet. Die Epidermiszellen tragen Papillen, die am Blattrand zu Haaren verlängert sind. Die Samen tragen wenige Stomata, die Epidermiszellen sind papillös. Die Nebenzellen des Spaltöffungsapparats sind in einem oder unvollständig zwei Kreisen angeordnet, jeder Kreis mit 5 bis 7 papillösen Zellen.
Die Pollenkörner sind asaccat (haben keinen Luftsack), monocolpat (haben eine Keimpore) und ähneln der Formgattung Ginkgocycadophytus.

## Systematik
Die Buriadiaceae werden allgemein zu den Voltziales gestellt. Ihre systematische Zuordnung ist aufgrund des Fehlens weiblicher Zapfenfossilien schwierig und unsicher. In den gängigen kladistischen Analysen der Voltziales wurde Buriadia nicht aufgenommen.
Buriadia heterophylla ist die einzige Art, die eindeutig zur Familie gestellt werden kann. Sie ist auf Gondwana beschränkt. Die Hauptfunde stammen aus der karbon-perm-zeitlichen Karharbari-Formation in Indien. Weitere Funden gibt es in Brasilien und Korea.
Neben Buriadia gibt es noch zwei Gattungen, die möglicherweise in ihre Nähe zu stellen sind:
- Paraburiadia wurde aus dem Oberen Perm von Primorje (Oblast Kaliningrad) beschrieben. Sie ähnelt makroskopisch Buriadia, hat aber einfache Blätter und aufrechte Samenanlagen mit bifiden Apices. Die Anatomie der Epidermis und der Samenanlagen ist nicht bekannt.
- Coricladus aus dem Unteren Perm von Brasilien wurde 2005 erstbeschrieben. An den Enden der vegetativen Zweige sitzen vier Samenschuppen, jede mit einer bifiden Spitze und zwei Samenanlagen.

## Belege
- Thomas N. Taylor, Edith L. Taylor, Michael Krings: Paleobotany. The Biology and Evolution of Fossil Plants. Second Edition, Academic Press 2009, S. 826, ISBN 978-0-12-373972-8
- Johanna A. Clement-Westerhof: Morphology and Phylogeny of Paleozoic Conifers. In: Charles B. Beck (Hrsg.): Origin and Evolution of Gymnosperms. Columbia University Press, New York 1988, ISBN 0-231-06358-X, S. 298–337, besonders S. 324ff.